# Paula Fox
Paula Fox (* 22. April 1923 in New York City; † 1. März 2017 ebenda) war eine US-amerikanische Schriftstellerin, die in New York lebte. Lange Zeit war sie vergessen, heute sieht man sie als eine Klassikerin der Moderne.

## Leben
Der Vater Paul Fox, ein Drehbuchautor irischer Abstammung, und die Mutter Elsie Fox, geborene de Sola, eine mäßig erfolgreiche kubanische Schauspielerin, kümmerten sich nicht um sie. Wenige Tage nach ihrer Geburt gaben die Eltern den Säugling in einem Findelhaus ab. Im Alter von fünf Monaten wurde Paula von dem kongregationalistischen Pfarrer Elwood Corning aufgenommen, bei dem sie bis kurz vor ihrem sechsten Geburtstag lebte. Er wurde zu ihrer wichtigsten Bezugsperson, vermittelte ihr Bildung und gab ihr Halt.
Im Alter von sechs Jahren kam Paula in ein Kinderheim nach Kalifornien. Zwei Jahre später zog sie auf eigenen Wunsch zur Familie ihrer Mutter nach Kuba, wo sie mit ihrer Großmutter lebte und Spanisch lernte. Dort teilte sie ein sehr einfaches Leben vorwiegend mit dem Personal einer Zuckerrohrplantage. 1933 kehrte sie zusammen mit ihrer Großmutter nach New York zurück, weil es auf Kuba Unruhen gegeben hatte.
Mit 12 Jahren war Paula Fox bereits auf neun verschiedene Schulen gegangen. Sie lebte abwechselnd in Kalifornien, New York, Cape Cod und Florida.
Sie bekam im Alter von 20 Jahren eine Tochter (die spätere Mutter der Sängerin Courtney Love), die sie jedoch im Alter von drei Jahren zur Adoption freigab. Courtney Love bezog sich später in mehreren Interviews darauf, dass der Recherche ihrer Mutter nach Marlon Brando der Vater gewesen war, der damals noch unbekannt, der Mitbewohner von Fox und ihrer Freundin, seiner späteren Agentin Stella Adler, gewesen war, die zeitlebens gute Freunde blieben. Im letzten Kapitel ihrer Autobiografie In fremden Kleidern beschreibt sie die Suche nach Linda, der Tochter, und das bewegende erste Treffen mit ihr, als diese eine junge Frau ist. Zuletzt war Fox in dritter Ehe mit dem Literaturkritiker und Übersetzer Martin Greenberg verheiratet. Sie lebten in Brooklyn, New York.
2004 wurde sie in die American Academy of Arts and Letters gewählt.
Paula Fox hatte drei Kinder und mehrere Enkelkinder. Sie starb im März 2017, im Alter von 93 Jahren, in einem Krankenhaus in Brooklyn.

## Auszeichnungen
- 1978: Hans Christian Andersen Preis
- 2008: Deutscher Jugendliteraturpreis (Sparte Kinderbuch) für Ein Bild von Ivan

## Werke (Auswahl)
Neben Kinderbüchern, für die sie 1978 mit dem Hans Christian Andersen Preis ausgezeichnet wurde, schrieb sie Romane. In Deutschland sind vor allem bekannt:
- Pech für George (Poor George, 1967); C. H. Beck Verlag, München 2004
- Was am Ende bleibt (Desperate Characters, 1970); C. H. Beck Verlag, München 2000, ISBN 3-406-46060-7
- Kalifornische Jahre (The Western Coast, 1973); C. H. Beck Verlag, München 2001, ISBN 3-406-47152-8
- Lauras Schweigen (The Widow's Children, 1976); C. H. Beck Verlag, München 2002, ISBN 3-406-48703-3
- Luisa (A Servant's Tale, 1984); C. H. Beck Verlag, München 2005, ISBN 3-406-53549-6
- Der Gott der Alpträume (The God of Nightmares, 1990); C. H. Beck Verlag, München 2007, ISBN 978-3-406-55614-2
- In fremden Kleidern: Geschichte einer Jugend (Borrowed Finery: a memoir, 2001) C. H. Beck Verlag, München 2003, ISBN 3-406-50271-7; Autobiographie
- Ein Bild von Ivan (Portrait of Ivan, 1969); Boje Verlag, Köln 2007, ISBN 978-3-414-82059-4; Jugendbuch
- Die Zigarette und andere Stories (News from the World: stories and essays, 2011), aus dem Amerikanischen von Karen Nölle und Hans-Ulrich Möhring, C. H. Beck Verlag, München 2011, ISBN 978-3-406-61289-3
- Der kälteste Winter (The Coldest Winter: A Stringer in Liberated Europe, 2005) C.H.Beck, München 2006, ISBN 978-3-406-54208-4; Autobiographie 1946–1947

In ihren 153 Seiten starken Erinnerungen Der kälteste Winter beschrieb Paula Fox ihre Erfahrungen als junge Frau im Nachkriegseuropa 1946. Sie reiste im Auftrag einer britischen Nachrichtenagentur und nutzte die einjährige Reise zu einer Recherche des Nachkriegselends und ihrer eigenen Wurzeln.
In ihrem meisterhaften Roman Was am Ende bleibt schilderte sie, wie sich das fragile Zusammenleben eines gutsituierten, kinderlosen US-amerikanischen Ehepaares durch eine Kleinigkeit, einen Katzenbiss, in alltägliches Grauen verwandelt.
Mit In fremden Kleidern erzählte Paula Fox autobiographisch von ihrer Kindheit und Jugend. Ein weiterer Roman, der die Kindheit thematisiert, ist Paul ohne Jakob.
Ihr in den USA am meisten beachtetes Buch ist der von der Sklaverei handelnde Jugendroman The Slave Dancer (1973); dt. Sklavenfracht für New Orleans (Reinbek bei Hamburg: Rowohlt, 1979) und Jessies Melodie (Köln: Boje, 2013; ISBN 978-3-414-82249-9).